# كيرت لووينس
كيرت لووينس (بالألمانية: Curt Lowens)‏ (و. 1925 – 2017 م) هو ممثل أفلام، وممثل مسرحي، وممثل تلفزي ألماني، ولد في أولشتين، توفي في بيفرلي هيلز كاليفورنيا، عن عمر يناهز 92 عاماً.

## وصلات خارجية
- كيرت لووينس على موقع IMDb (الإنجليزية)
- كيرت لووينس على موقع روتن توميتوز (الإنجليزية)
- كيرت لووينس على موقع ألو سيني (الفرنسية)
- كيرت لووينس على موقع أول موفي (الإنجليزية)
- كيرت لووينس على موقع قاعدة بيانات برودواي على الإنترنت (الإنجليزية)
- كيرت لووينس على موقع قاعدة بيانات الأفلام السويدية (السويدية)
- كيرت لووينس على موقع قاعدة بيانات الفيلم (الإنجليزية)